# Фомин, Николай Петрович (Герой Советского Союза)
Николай Петрович Фомин (1914—1944) — майор Рабоче-крестьянской Красной Армии, участник Великой Отечественной войны, Герой Советского Союза (1944). Мордвин-эрзя.

## Биография
Николай Фомин родился 24 ноября 1914 года в селе Большой Сурмет (ныне — Абдулинский район Оренбургской области). Окончил шесть классов школы. В октябре 1936 года Фомин был призван на службу в Рабоче-крестьянскую Красную Армию. Окончил курсы младших лейтенантов. С октября 1941 года — на фронтах Великой Отечественной войны. В боях три раза был ранен.
К июню 1944 года гвардии майор Николай Фомин командовал 1-м батальоном 272-го гвардейского стрелкового полка 90-й гвардейской стрелковой дивизии 6-й гвардейской армии 1-го Прибалтийского фронта. Отличился во время освобождения Витебской области Белорусской ССР. 22 июня 1944 года батальон Фомина прорвал немецкую оборону и штурмом взял деревни Картоши и Плиговки. Когда одна из рот лишилась командира и залегла под массированным огнём противника, Фомин поднял её в атаку, захватив 4 артиллерийских орудия, 1 батарею миномётов и 3 пулемёта. 28 июня 1944 года Фомин в бою получил тяжёлое ранение и скончался в медсанбате 3 июля 1944 года. Похоронен в деревне Горяны Полоцкого района Витебской области Белоруссии.
Указом Президиума Верховного Совета СССР от 22 июля 1944 года за «образцовое выполнение боевых заданий командования на фронте борьбы с немецкими захватчиками и проявленные при этом мужество и героизм» гвардии майор Николай Фомин посмертно был удостоен высокого звания Героя Советского Союза. Также был награждён орденом Ленина и рядом медалей.